# Liste du patrimoine immobilier classé de Waterloo
Cette page regroupe l'ensemble du patrimoine immobilier classé de la ville belge de Waterloo.
| Objet | Année de construction / Architecte | Adresse                                 | Section communale | Coordonnées                      | Numéro d’inventaire | Illustration                                                                                     |
| --- | ---------------------------------- | --------------------------------------- | ----------------- | -------------------------------- | ------------------- | ------------------------------------------------------------------------------------------------ |
| Champ de bataille de 1815 de Waterloo (+ LASNE/Plancenoit et BRAINE-L'ALLEUD/Braine-l'Alleud) |                                    |                                         |                   | 50° 40′ 05″ nord, 4° 23′ 22″ est | 25110-CLT-0001-01   | Champ de bataille de 1815 de Waterloo (+ LASNE/Plancenoit et BRAINE-L'ALLEUD/Braine-l'Alleud)    |
| Le temple commémoratif à coupole, sis devant l'église Saint-Joseph, à Waterloo |                                    | Waterloo                                |                   | 50° 43′ 03″ nord, 4° 23′ 51″ est | 25110-CLT-0003-01   | Le temple commémoratif à coupole, sis devant l'église Saint-Joseph, à Waterloo                   |
| Totalité du bâtiment principal du musée Wellington (M) ainsi que l'ensemble formé par cet édifice et ses abords à Waterloo (S) |                                    | Waterloo                                |                   | 50° 43′ 04″ nord, 4° 23′ 54″ est | 25110-CLT-0004-01   | Image manquanteTéléverser                                                                        |
| Façade du bâtiment contigu au musée Wellington, sise chaussée de Bruxelles n°145 à Waterloo |                                    | Chaussée de Bruxelles n°145 te Waterloo |                   | 50° 43′ 04″ nord, 4° 23′ 54″ est | 25110-CLT-0005-01   | Image manquanteTéléverser                                                                        |
| Domaine d'Argenteuil |                                    |                                         |                   | 50° 43′ 30″ nord, 4° 25′ 26″ est | 25110-CLT-0006-01   | Image manquanteTéléverser                                                                        |
| Certains bâtiments de l'Institut médico-pédagogique provincial situé 36, drève des Dix mètres, à Waterloo à savoir: |                                    | 36, drève des Dix mètres, te Waterloo   |                   | 50° 43′ 16″ nord, 4° 23′ 35″ est | 25110-CLT-0008-01   | Image manquanteTéléverser                                                                        |
| Partie de la ferme de Mont-Saint-Jean, chaussée de Charleroi, n°591 à Waterloo, à savoir: |                                    | Chaussée de Charleroi n°591 te Waterloo |                   | 50° 41′ 10″ nord, 4° 24′ 37″ est | 25110-CLT-0010-01   | Image manquanteTéléverser                                                                        |
| Certaines parties de la chapelle musicale Reine Elisabeth: façades, toitures et emmarchement sud du bâtiment construit selon les plans de l'architecte Yvan Renchon, ainsi que la salle de concert, la salle à manger et les logements des pensionnaires (M) ainsi que le parc complet comprenant l'annexe bâtie selon les plans de Jules Renchon, l'esplanade, l'escalier, la pièce d'eau, la sculpture, les bancs, les allées et plantations et le muret d'enceinte (S) |                                    |                                         |                   | 50° 43′ 08″ nord, 4° 24′ 56″ est | 25110-CLT-0011-01   | chapelle musicale Reine Elisabeth                                                                |
| Ensemble formé par la Forêt de Soignes et le Bois des Capucins, sis sur les territoires des communes de : Auderghem, Duisbourg, Hoeilaart, La Hulpe, Rhode Saint-Genèse, Tervuren, Uccle, Waterloo, Watermael-Boitsfort et Woluwé Saint-Pierre (+ LA HULPE/La Hulpe) |                                    |                                         |                   | 50° 43′ 48″ nord, 4° 25′ 10″ est | 25110-CLT-0012-01   | Forêt de Soignes et le Bois des Capucins                                                         |
| Le champ de bataille de 1815 de Waterloo (+ LASNE/Plancenoit et BRAINE-L'ALLEUD/Braine-l'Alleud) |                                    |                                         |                   | 50° 40′ 05″ nord, 4° 23′ 22″ est | 25110-PEX-0001-01   | Le champ de bataille de 1815 de Waterloo (+ LASNE/Plancenoit et BRAINE-L'ALLEUD/Braine-l'Alleud) |
| Le site de la Forêt de Soignes (+ LA HULPE/La Hulpe) |                                    |                                         |                   | 50° 43′ 48″ nord, 4° 25′ 10″ est | 25110-PEX-0002-01   | Image manquanteTéléverser                                                                        |